# Willughbeia lunduensis
Willughbeia lunduensis är en oleanderväxtart som beskrevs av D.J. Middleton. Willughbeia lunduensis ingår i släktet Willughbeia och familjen oleanderväxter. Inga underarter finns listade i Catalogue of Life.